# PlusLiga de 2022–23
O Campeonato Polonês de Voleibol Masculino de 2022–23, oficialmente PlusLiga de 2022–23 por motivos de patrocínio, foi a 87.ª edição do Campeonato Polonês de Voleibol e 23.ª temporada como liga profissional. O torneio foi administrado pela Liga Polonesa de Voleibol (PLS).
Esta temporada contou com a presença de 16 clubes, incluindo o time ucraniano VС Barkom-Kazhany, que tornou-se apto a disputar essa temporada após o Conselho de Supervisão da PLS adotar por unanimidade uma resolução que permitiu que o clube atuasse no campeonato polonês na temporada 2022–23, com o mando de quadra no Hala Widowiskowo-Sportowa Suche Stawy, na cidade de Cracóvia. Já a equipe do Bielsko-Biała venceu as finais da temporada 2021–22 da I Liga contra o MKS Będzin (3–0 no agregado), e retornou à primeira divisão polonesa após quatro temporadas.
Depois de triunfar nas três primeiras partidas da série melhor de cinco, com apenas uma derrota de set para o ZAKSA Kędzierzyn-Koźle, o time do Jastrzębski Węgiel assegurou o seu terceiro título nacional. No confronto pela terceira posição, o Asseco Resovia Rzeszów superou o Aluron CMC Warta Zawiercie no derradeiro embate da série melhor de cinco, garantindo um lugar no pódio do torneio.

## Regulamento
Período regular
A fase classificatória foi disputada em dois turnos, nos quais todos os clubes se enfrentaram em jogos tanto em casa quanto fora. Os oito primeiros colocados ao final dessa etapa garantiram vaga nos playoffs, enquanto a última equipe foi rebaixada para a segunda divisão na próxima temporada.
Playoffs
A fase final foi composta em quartas de final, semifinais, disputa pelo terceiro lugar e final, todas no sistema "melhor de cinco".

### Critérios de classificação no grupo
1. Pontos;
2. Número de vitórias;
3. Razão de sets;
4. Razão de pontos;
5. Resultado da última partida entre os times empatados.

- Placar de 3–0 ou 3–1: 3 pontos para o vencedor, nenhum para o perdedor;
- Placar de 3–2: 2 pontos para o vencedor, 1 para o perdedor.

## Equipes participantes
| Equipe                     | Cidade           | Última participação | Temporada 2021–22              |
| -------------------------- | ---------------- | ------------------- | ------------------------------ |
| PGE Skra Bełchatów         | Bełchatów        | 2021–22             | 4.º                            |
| ZAKSA Kędzierzyn-Koźle     | Kędzierzyn-Koźle | 2021–22             | Campeão                        |
| Trefl Gdańsk               | Gdańsk           | 2021–22             | 7.º                            |
| Indykpol AZS Olsztyn       | Olsztyn          | 2021–22             | 6.º                            |
| Jastrzębski Węgiel         | Jastrzębie-Zdrój | 2021–22             | Vice-campeão                   |
| Asseco Resovia Rzeszów     | Rzeszów          | 2021–22             | 5.º                            |
| Cuprum Lubin               | Lubin            | 2021–22             | 10.º                           |
| Projekt Warszawa           | Varsóvia         | 2021–22             | 9.º                            |
| Aluron CMC Warta Zawiercie | Zawiercie        | 2021–22             | 3.º                            |
| Cerrad Czarni Radom        | Radom            | 2021–22             | 13.º                           |
| GKS Katowice               | Katowice         | 2021–22             | 8.º                            |
| Ślepsk Malow Suwałki       | Suwałki          | 2021–22             | 12º                            |
| Stal Nysa                  | Nysa             | 2021–22             | 14.º                           |
| LKPS Lublin                | Lublin           | 2021–22             | 11.º                           |
| BBTS Bielsko-Biała         | Bielsko-Biała    | 2017–18             | Campeão da I Liga              |
| VС Barkom-Kazhany          | Lviv             | Estreante           | Vice-campeão da Liga Ucraniana |

## Fase classificatória

### Classificação
|  | Classificados para as quartas de final |
|  | Disputa do 9º ao 14º lugar             |
|  | Rebaixado para a I Liga de 2023–24     |

|     |                            |     | Jogos | Jogos | Jogos | Resultados | Resultados | Resultados | Resultados | Resultados | Resultados | Sets | Sets | Sets  | Pontos | Pontos | Pontos |
| Pos | Equipe                     | Pts | T     | V     | D     | 3–0        | 3–1        | 3–2        | 2–3        | 1–3        | 0–3        | V    | P    | R     | V      | P      | R      |
| --- | -------------------------- | --- | ----- | ----- | ----- | ---------- | ---------- | ---------- | ---------- | ---------- | ---------- | ---- | ---- | ----- | ------ | ------ | ------ |
| 1   | Asseco Resovia Rzeszów     | 72  | 30    | 24    | 6     | 14         | 8          | 2          | 2          | 2          | 2          | 78   | 30   | 2.600 | 2596   | 2282   | 1.138  |
| 2   | Aluron CMC Warta Zawiercie | 68  | 30    | 24    | 6     | 11         | 7          | 6          | 2          | 1          | 3          | 77   | 37   | 2.081 | 2659   | 2390   | 1.113  |
| 3   | Jastrzębski Węgiel         | 67  | 30    | 21    | 9     | 15         | 5          | 1          | 5          | 4          | 0          | 77   | 34   | 2.265 | 2646   | 2347   | 1.127  |
| 4   | ZAKSA Kędzierzyn-Koźle     | 64  | 30    | 22    | 8     | 9          | 9          | 4          | 2          | 3          | 3          | 73   | 41   | 1.780 | 2664   | 2462   | 1.082  |
| 5   | Projekt Warszawa           | 60  | 30    | 21    | 9     | 10         | 7          | 4          | 1          | 5          | 3          | 70   | 42   | 1.667 | 2568   | 2397   | 1.071  |
| 6   | Trefl Gdańsk               | 57  | 30    | 20    | 10    | 10         | 6          | 4          | 1          | 4          | 5          | 66   | 44   | 1.500 | 2557   | 2422   | 1.056  |
| 7   | Indykpol AZS Olsztyn       | 54  | 30    | 19    | 11    | 8          | 7          | 4          | 1          | 6          | 4          | 65   | 48   | 1.354 | 2631   | 2544   | 1.034  |
| 8   | Stal Nysa                  | 44  | 30    | 14    | 16    | 9          | 4          | 1          | 3          | 6          | 7          | 54   | 54   | 1,000 | 2362   | 2403   | 0.983  |
| 9   | LUK Lublin                 | 43  | 30    | 15    | 15    | 3          | 7          | 5          | 3          | 5          | 7          | 56   | 62   | 0.903 | 2604   | 2641   | 0.986  |
| 10  | Ślepsk Malow Suwałki       | 41  | 30    | 13    | 17    | 7          | 4          | 2          | 4          | 7          | 6          | 54   | 59   | 0.915 | 2509   | 2585   | 0.971  |
| 11  | PGE Skra Bełchatów         | 39  | 30    | 11    | 19    | 5          | 2          | 4          | 10         | 2          | 7          | 55   | 67   | 0.821 | 2657   | 2674   | 0.994  |
| 12  | GKS Katowice               | 32  | 30    | 12    | 18    | 5          | 2          | 5          | 1          | 3          | 14         | 41   | 66   | 0.621 | 2374   | 2470   | 0.961  |
| 13  | VС Barkom-Kazhany          | 30  | 30    | 8     | 22    | 5          | 2          | 1          | 7          | 4          | 11         | 42   | 70   | 0.600 | 2344   | 2598   | 0.902  |
| 14  | Cuprum Lubin               | 27  | 30    | 10    | 20    | 1          | 3          | 6          | 3          | 6          | 11         | 42   | 75   | 0.560 | 2512   | 2711   | 0.927  |
| 15  | Cerrad Enea Czarni Radom   | 14  | 30    | 3     | 27    | 2          | 0          | 1          | 6          | 6          | 15         | 27   | 83   | 0.325 | 2297   | 2627   | 0.874  |
| 16  | BBTS Bielsko-Biała         | 8   | 30    | 3     | 27    | 0          | 0          | 3          | 2          | 9          | 16         | 22   | 87   | 0.253 | 2188   | 2605   | 0.840  |

### Resultados
| Mandante \ Visitante       | KED | JAS | ZAW | BEŁ | RZE | OLS | GDA | KAT | WAR | LUB | LBN | SUW | RAD | NYS | BIE | BAR |
| -------------------------- | --- | --- | --- | --- | --- | --- | --- | --- | --- | --- | --- | --- | --- | --- | --- | --- |
| ZAKSA Kędzierzyn-Koźle     | —   | 3–1 | 3–1 | 0–3 | 3–1 | 0–3 | 3–0 | 3–0 | 3–1 | 3–1 | 3–0 | 3–0 | 3–2 | 3–0 | 3–0 | 3–0 |
| Jastrzębski Węgiel         | 2–3 | —   | 3–0 | 2–3 | 3–0 | 3–1 | 3–0 | 3–0 | 1–3 | 1–3 | 2–3 | 3–1 | 3–0 | 3–1 | 3–0 | 3–0 |
| Aluron CMC Warta Zawiercie | 3–1 | 3–2 | —   | 3–2 | 3–0 | 2–3 | 3–0 | 3–0 | 3–0 | 3–2 | 3–1 | 3–0 | 3–0 | 3–0 | 3–0 | 3–1 |
| PGE Skra Bełchatów         | 2–3 | 3–2 | 2–3 | —   | 2–3 | 0–3 | 3–1 | 2–3 | 0–3 | 2–3 | 3–0 | 0–3 | 3–0 | 2–3 | 3–0 | 0–3 |
| Asseco Resovia Rzeszów     | 3–0 | 2–3 | 1–3 | 3–0 | —   | 3–1 | 3–1 | 3–0 | 3–0 | 2–3 | 3–1 | 3–1 | 3–0 | 3–0 | 3–0 | 3–1 |
| Indykpol AZS Olsztyn       | 1–3 | 3–1 | 3–0 | 3–1 | 1–3 | —   | 0–3 | 3–0 | 0–3 | 3–0 | 3–1 | 2–3 | 3–1 | 3–1 | 3–0 | 3–0 |
| Trefl Gdańsk               | 3–1 | 0–3 | 1–3 | 3–1 | 2–3 | 3–0 | —   | 3–1 | 3–2 | 3–0 | 3–0 | 3–2 | 3–0 | 3–0 | 3–0 | 3–0 |
| GKS Katowice               | 1–3 | 0–3 | 3–0 | 0–3 | 0–3 | 1–3 | 0–3 | —   | 3–1 | 3–0 | 0–3 | 3–2 | 0–3 | 3–0 | 2–3 | 3–2 |
| Projekt Warszawa           | 3–1 | 1–3 | 3–2 | 3–2 | 0–3 | 3–1 | 3–0 | 3–0 | —   | 3–1 | 1–3 | 3–0 | 3–0 | 3–2 | 3–0 | 3–2 |
| Cuprum Lubin               | 0–3 | 0–3 | 1–3 | 3–2 | 0–3 | 2–3 | 2–3 | 0–3 | 0–3 | —   | 1–3 | 3–2 | 3–2 | 0–3 | 3–1 | 3–2 |
| LUK Lublin                 | 3–2 | 1–3 | 2–3 | 3–0 | 0–3 | 3–1 | 0–3 | 2–3 | 1–3 | 3–0 | —   | 3–1 | 2–3 | 3–1 | 3–1 | 3–2 |
| Ślepsk Malow Suwałki       | 1–3 | 0–3 | 1–3 | 3–0 | 1–3 | 0–3 | 3–1 | 3–0 | 3–1 | 3–1 | 2–3 | —   | 3–2 | 0–3 | 3–0 | 3–0 |
| Cerrad Enea Czarni Radom   | 1–3 | 0–3 | 0–3 | 1–3 | 0–3 | 0–3 | 1–3 | 0–3 | 0–3 | 0–3 | 2–3 | 0–3 | —   | 1–3 | 2–3 | 0–3 |
| Stal Nysa                  | 3–0 | 0–3 | 0–3 | 2–3 | 1–3 | 3–0 | 1–3 | 2–3 | 1–3 | 3–0 | 3–0 | 3–1 | 3–1 | —   | 3–0 | 3–0 |
| BBTS Bielsko-Biała         | 0–3 | 0–3 | 2–3 | 2–3 | 0–3 | 1–3 | 1–3 | 1–3 | 1–3 | 1–3 | 1–3 | 0–3 | 3–2 | 0–3 | —   | 0–3 |
| VС Barkom-Kazhany          | 2–3 | 0–3 | 0–3 | 3–2 | 0–3 | 2–3 | 2–3 | 3–0 | 0–3 | 3–1 | 3–0 | 1–3 | 0–3 | 1–3 | 3–1 | —   |

## Playoffs

### Décimo terceiro lugar
| Data   | Hora  |                   | Placar |                   | Set 1 | Set 2 | Set 3 | Set 4 | Set 5 | Total  | Relatório |
| ------ | ----- | ----------------- | ------ | ----------------- | ----- | ----- | ----- | ----- | ----- | ------ | --------- |
| 16 abr | 20:30 | Cuprum Lubin      | 0–3    | VС Barkom-Kazhany | 25–27 | 22–25 | 19–25 |       |       | 66–77  | Relatório |
| 17 abr | 17:30 | VС Barkom-Kazhany | 3–2    | Cuprum Lubin      | 23–25 | 21–25 | 25–21 | 25–19 | 15–9  | 109–99 | Relatório |

### Décimo primeiro lugar
| Data       | Hora       |                    | Placar |                    | Set 1 | Set 2 | Set 3 | Set 4 | Set 5 | Total | Relatório |
| ---------- | ---------- | ------------------ | ------ | ------------------ | ----- | ----- | ----- | ----- | ----- | ----- | --------- |
| 13 abr     | 20:30      | GKS Katowice       | 3–1    | PGE Skra Bełchatów | 26–24 | 25–21 | 22–25 | 25–21 |       | 98–91 | Relatório |
| 18 abr     | 17:30      | PGE Skra Bełchatów | 3–0    | GKS Katowice       | 25–18 | 25–21 | 25–20 |       |       | 75–59 | Relatório |
| Golden set | Golden set | PGE Skra Bełchatów | 11–15  | GKS Katowice       |       |       |       |       |       |       |           |

### Nono lugar
| Data   | Hora  |                      | Placar |                      | Set 1 | Set 2 | Set 3 | Set 4 | Set 5 | Total | Relatório |
| ------ | ----- | -------------------- | ------ | -------------------- | ----- | ----- | ----- | ----- | ----- | ----- | --------- |
| 16 abr | 17:30 | Ślepsk Malow Suwałki | 3–1    | LUK Lublin           | 26–24 | 23–25 | 25–22 | 25–18 |       | 99–89 | Relatório |
| 18 abr | 20:30 | LUK Lublin           | 0–3    | Ślepsk Malow Suwałki | 20–25 | 18–25 | 20–25 |       |       | 58–75 | Relatório |

### Sétimo lugar
| Data   | Hora  |                      | Placar |                      | Set 1 | Set 2 | Set 3 | Set 4 | Set 5 | Total | Relatório |
| ------ | ----- | -------------------- | ------ | -------------------- | ----- | ----- | ----- | ----- | ----- | ----- | --------- |
| 21 abr | 20:30 | Stal Nysa            | 3–1    | Indykpol AZS Olsztyn | 25–21 | 23–25 | 25–17 | 25–21 |       | 98–84 | Relatório |
| 24 abr | 17:30 | Indykpol AZS Olsztyn | 0–3    | Stal Nysa            | 16–25 | 17–25 | 14–25 |       |       | 47–75 | Relatório |

### Quinto lugar
| Data       | Hora       |                  | Placar |                  | Set 1 | Set 2 | Set 3 | Set 4 | Set 5 | Total   | Relatório |
| ---------- | ---------- | ---------------- | ------ | ---------------- | ----- | ----- | ----- | ----- | ----- | ------- | --------- |
| 24 abr     | 20:30      | Trefl Gdańsk     | 1–3    | Projekt Warszawa | 21–25 | 20–25 | 25–18 | 25–27 |       | 91–95   | Relatório |
| 28 abr     | 20:30      | Projekt Warszawa | 2–3    | Trefl Gdańsk     | 23–25 | 20–25 | 25–19 | 25–19 | 13–15 | 106–103 | Relatório |
| Golden set | Golden set | Projekt Warszawa | 15–10  | Trefl Gdańsk     |       |       |       |       |       |         |           |

### Chaveamento final
|  | Quartas de final | Quartas de final           | Quartas de final           | Quartas de final   | Quartas de final | Quartas de final | Quartas de final       |                        |    | Semifinais         | Semifinais     | Semifinais     | Semifinais     | Semifinais     | Semifinais     | Semifinais     |                |  | Final | Final                      | Final | Final | Final | Final | Final |
|  |                  |                            |                            |                    |                  |                  |                        |                        |    |                    |                |                |                |                |                |                |                |  |       |                            |       |       |       |       |       |
|  | 1º               | Asseco Resovia Rzeszów     | 3                          | 3                  | 3                |                  |                        |                        |    |                    |                |                |                |                |                |                |                |  |       |                            |       |       |       |       |       |
|  | 8º               | Stal Nysa                  | 0                          | 0                  | 1                |                  |                        |                        |    |                    |                |                |                |                |                |                |                |  |       |                            |       |       |       |       |       |
|  | 8º               | Stal Nysa                  | 0                          | 0                  | 1                |                  | 1º                     | Asseco Resovia Rzeszów | 1  | 2                  | 2              |                |                |                |                |                |                |  |       |                            |       |       |       |       |       |
|  |                  |                            |                            |                    |                  |                  |                        | Asseco Resovia Rzeszów | 1  | 2                  | 2              |                |                |                |                |                |                |  |       |                            |       |       |       |       |       |
|  |                  | 4º                         | ZAKSA Kędzierzyn-Koźle     | 3                  | 3                | 3                |                        |                        |    |                    |                |                |                |                |                |                |                |  |       |                            |       |       |       |       |       |
|  | 4º               | 4º                         | ZAKSA Kędzierzyn-Koźle     | 3                  | 3                | 3                | ZAKSA Kędzierzyn-Koźle | 3                      | 3  | 2                  | 3              |                |                |                |                |                |                |  |       |                            |       |       |       |       |       |
|  | 4º               |                            |                            |                    |                  |                  | ZAKSA Kędzierzyn-Koźle | 3                      | 3  | 2                  | 3              |                |                |                |                |                |                |  |       |                            |       |       |       |       |       |
|  | 5º               | Projekt Warszawa           | 2                          | 2                  | 3                | 1                |                        |                        |    |                    |                |                |                |                |                |                |                |  |       |                            |       |       |       |       |       |
|  |                  |                            |                            |                    |                  |                  |                        |                        |    |                    |                |                |                |                |                |                |                |  | 4º    | ZAKSA Kędzierzyn-Koźle     | 0     | 1     | 0     |       |       |
|  |                  |                            | 3º                         | Jastrzębski Węgiel | 3                | 3                | 3                      |                        |    |                    |                |                |                |                |                |                |                |  |       |                            |       |       |       |       |       |
|  | 2º               | Aluron CMC Warta Zawiercie | 3                          | 3                  | 2                | 0                | 3                      |                        |    |                    |                |                |                |                |                |                |                |  |       |                            |       |       |       |       |       |
|  | 7º               | Indykpol AZS Olsztyn       | 0                          | 0                  | 3                | 3                | 1                      |                        |    |                    |                |                |                |                |                |                |                |  |       |                            |       |       |       |       |       |
|  | 7º               | Indykpol AZS Olsztyn       | 0                          | 0                  | 3                | 3                | 1                      |                        | 3º | Jastrzębski Węgiel | 3              | 3              | 3              |                |                |                |                |  |       |                            |       |       |       |       |       |
|  |                  |                            |                            |                    |                  |                  |                        |                        | 3º | Jastrzębski Węgiel | 3              | 3              | 3              |                |                |                |                |  |       |                            |       |       |       |       |       |
|  |                  | 2º                         | Aluron CMC Warta Zawiercie | 1                  | 2                | 0                |                        |                        |    |                    | Terceiro lugar | Terceiro lugar | Terceiro lugar | Terceiro lugar | Terceiro lugar | Terceiro lugar | Terceiro lugar |  |       |                            |       |       |       |       |       |
|  | 3º               | 2º                         | Aluron CMC Warta Zawiercie | 1                  | 2                | 0                | Jastrzębski Węgiel     | 3                      | 3  | 3                  | Terceiro lugar | Terceiro lugar | Terceiro lugar | Terceiro lugar | Terceiro lugar | Terceiro lugar | Terceiro lugar |  |       |                            |       |       |       |       |       |
|  | 3º               |                            |                            |                    |                  |                  | Jastrzębski Węgiel     | 3                      | 3  | 3                  |                |                |                |                |                |                |                |  |       |                            |       |       |       |       |       |
|  | 6º               | Trefl Gdańsk               | 0                          | 0                  | 1                |                  |                        |                        |    |                    |                |                |                |                |                |                |                |  | 1º    | Asseco Resovia Rzeszów     | 2     | 3     | 3     | 2     | 3     |
|  |                  |                            |                            |                    |                  |                  |                        |                        |    |                    |                |                |                |                |                |                |                |  | 2º    | Aluron CMC Warta Zawiercie | 3     | 1     | 0     | 3     | 0     |

### Quartas de final
| Data    | Hora    |                            | Placar  |                            | Set 1   | Set 2   | Set 3   | Set 4   | Set 5   | Total   | Relatório |
| 1º x 8º | 1º x 8º | 1º x 8º                    | 1º x 8º | 1º x 8º                    | 1º x 8º | 1º x 8º | 1º x 8º | 1º x 8º | 1º x 8º | 1º x 8º | 1º x 8º   |
| ------- | ------- | -------------------------- | ------- | -------------------------- | ------- | ------- | ------- | ------- | ------- | ------- | --------- |
| 7 abr   | 17:30   | Asseco Resovia Rzeszów     | 3–0     | Stal Nysa                  | 25–21   | 25–18   | 26–24   |         |         | 76–63   | Relatório |
| 8 abr   | 17:30   | Asseco Resovia Rzeszów     | 3–0     | Stal Nysa                  | 25–12   | 25–23   | 25–20   |         |         | 75–55   | Relatório |
| 14 abr  | 17:30   | Stal Nysa                  | 1–3     | Asseco Resovia Rzeszów     | 26–24   | 19–25   | 20–25   | 18–25   |         | 83–99   | Relatório |
| 2º x 7º |         |                            |         |                            |         |         |         |         |         |         |           |
| 6 abr   | 17:30   | Aluron CMC Warta Zawiercie | 3–0     | Indykpol AZS Olsztyn       | 25–13   | 25–20   | 25–21   |         |         | 75–54   | Relatório |
| 7 abr   | 20:30   | Aluron CMC Warta Zawiercie | 3–0     | Indykpol AZS Olsztyn       | 25–22   | 25–23   | 25–21   |         |         | 75–66   | Relatório |
| 15 abr  | 14:45   | Indykpol AZS Olsztyn       | 3–2     | Aluron CMC Warta Zawiercie | 22–25   | 25–16   | 25–15   | 18–25   | 15–13   | 105–94  | Relatório |
| 16 abr  | 14:45   | Indykpol AZS Olsztyn       | 3–0     | Aluron CMC Warta Zawiercie | 25–23   | 25–16   | 25–23   |         |         | 75–62   | Relatório |
| 19 abr  | 17:30   | Aluron CMC Warta Zawiercie | 3–1     | Indykpol AZS Olsztyn       | 25–23   | 24–26   | 30–28   | 25–23   |         | 104–100 | Relatório |
| 3º x 6º |         |                            |         |                            |         |         |         |         |         |         |           |
| 8 abr   | 14:45   | Jastrzębski Węgiel         | 3–0     | Trefl Gdańsk               | 25–19   | 25–17   | 25–18   |         |         | 75–54   | Relatório |
| 9 abr   | 17:30   | Jastrzębski Węgiel         | 3–0     | Trefl Gdańsk               | 25–23   | 25–12   | 25–17   |         |         | 75–52   | Relatório |
| 12 abr  | 20:30   | Trefl Gdańsk               | 1–3     | Jastrzębski Węgiel         | 23–25   | 27–25   | 18–25   | 22–25   |         | 90–100  | Relatório |
| 4º x 5º |         |                            |         |                            |         |         |         |         |         |         |           |
| 9 abr   | 14:45   | ZAKSA Kędzierzyn-Koźle     | 3–2     | Projekt Warszawa           | 17–25   | 25–20   | 25–20   | 24–26   | 15–10   | 106–101 | Relatório |
| 10 abr  | 14:45   | ZAKSA Kędzierzyn-Koźle     | 3–2     | Projekt Warszawa           | 25–22   | 18–25   | 17–25   | 25–23   | 15–13   | 100–108 | Relatório |
| 14 abr  | 20:30   | Projekt Warszawa           | 3–2     | ZAKSA Kędzierzyn-Koźle     | 20–25   | 26–24   | 18–25   | 25–16   | 15–12   | 104–102 | Relatório |
| 15 abr  | 20:30   | Projekt Warszawa           | 1–3     | ZAKSA Kędzierzyn-Koźle     | 25–23   | 23–25   | 19–25   | 20–25   |         | 87–98   | Relatório |

### Semifinais
| Data    | Hora    |                            | Placar  |                            | Set 1   | Set 2   | Set 3   | Set 4   | Set 5   | Total   | Relatório |
| 1º x 4º | 1º x 4º | 1º x 4º                    | 1º x 4º | 1º x 4º                    | 1º x 4º | 1º x 4º | 1º x 4º | 1º x 4º | 1º x 4º | 1º x 4º | 1º x 4º   |
| ------- | ------- | -------------------------- | ------- | -------------------------- | ------- | ------- | ------- | ------- | ------- | ------- | --------- |
| 22 abr  | 14:45   | Asseco Resovia Rzeszów     | 2–3     | ZAKSA Kędzierzyn-Koźle     | 25–22   | 25–13   | 21–25   | 16–25   | 12–15   | 99–100  | Relatório |
| 23 abr  | 14:45   | Asseco Resovia Rzeszów     | 1–3     | ZAKSA Kędzierzyn-Koźle     | 21–25   | 25–27   | 25–18   | 18–25   |         | 89–95   | Relatório |
| 26 abr  | 17:30   | ZAKSA Kędzierzyn-Koźle     | 3–2     | Asseco Resovia Rzeszów     | 25–19   | 19–25   | 25–23   | 26–28   | 15–12   | 110–107 | Relatório |
| 2º x 3º |         |                            |         |                            |         |         |         |         |         |         |           |
| 22 abr  | 20:30   | Aluron CMC Warta Zawiercie | 1–3     | Jastrzębski Węgiel         | 13–25   | 25–20   | 20–25   | 19–25   |         | 77–95   | Relatório |
| 23 abr  | 20:30   | Aluron CMC Warta Zawiercie | 2–3     | Jastrzębski Węgiel         | 20–25   | 29–27   | 25–27   | 29–27   | 8–15    | 111–121 | Relatório |
| 26 abr  | 20:30   | Jastrzębski Węgiel         | 3–0     | Aluron CMC Warta Zawiercie | 25–13   | 25–17   | 25–21   |         |         | 75–51   | Relatório |

### Terceiro lugar
| Data   | Hora  |                            | Placar |                            | Set 1 | Set 2 | Set 3 | Set 4 | Set 5 | Total   | Relatório |
| ------ | ----- | -------------------------- | ------ | -------------------------- | ----- | ----- | ----- | ----- | ----- | ------- | --------- |
| 2 mai  | 20:30 | Asseco Resovia Rzeszów     | 2–3    | Aluron CMC Warta Zawiercie | 22–25 | 27–25 | 18–25 | 25–21 | 9–15  | 101–111 | Relatório |
| 6 mai  | 17:30 | Aluron CMC Warta Zawiercie | 1–3    | Asseco Resovia Rzeszów     | 25–13 | 22–25 | 23–25 | 17–25 |       | 87–88   | Relatório |
| 9 mai  | 20:30 | Asseco Resovia Rzeszów     | 3–0    | Aluron CMC Warta Zawiercie | 25–19 | 25–22 | 25–23 |       |       | 75–64   | Relatório |
| 13 mai | 14:45 | Aluron CMC Warta Zawiercie | 3–2    | Asseco Resovia Rzeszów     | 19–25 | 19–25 | 25–17 | 25–23 | 15–9  | 103–99  | Relatório |
| 16 mai | 20:30 | Asseco Resovia Rzeszów     | 3–0    | Aluron CMC Warta Zawiercie | 25–23 | 25–13 | 25–21 |       |       | 75–57   | Relatório |

### Final
| Data   | Hora  |                        | Placar |                        | Set 1 | Set 2 | Set 3 | Set 4 | Set 5 | Total | Relatório |
| ------ | ----- | ---------------------- | ------ | ---------------------- | ----- | ----- | ----- | ----- | ----- | ----- | --------- |
| 3 mai  | 20:30 | Jastrzębski Węgiel     | 3–0    | ZAKSA Kędzierzyn-Koźle | 25–20 | 25–20 | 25–23 |       |       | 75–63 | Relatório |
| 6 mai  | 14:45 | ZAKSA Kędzierzyn-Koźle | 1–3    | Jastrzębski Węgiel     | 26–24 | 22–25 | 15–25 | 19–25 |       | 82–99 | Relatório |
| 10 mai | 13:30 | Jastrzębski Węgiel     | 3–0    | ZAKSA Kędzierzyn-Koźle | 25–15 | 25–16 | 25–13 |       |       | 75–44 | Relatório |

## Classificação final
| Posição           | Equipe                     | Classificação                |
| ----------------- | -------------------------- | ---------------------------- |
| Medalha de ouro   | Jastrzębski Węgiel         | Liga dos Campeões de 2023–24 |
| Medalha de prata  | ZAKSA Kędzierzyn-Koźle     | Liga dos Campeões de 2023–24 |
| Medalha de bronze | Asseco Resovia Rzeszów     | Liga dos Campeões de 2023–24 |
| 4                 | Aluron CMC Warta Zawiercie | Taça CEV de 2023–24          |
| 5                 | Projekt Warszawa           | PlusLiga de 2023–24          |
| 6                 | Trefl Gdańsk               | PlusLiga de 2023–24          |
| 7                 | Stal Nysa                  | PlusLiga de 2023–24          |
| 8                 | Indykpol AZS Olsztyn       | PlusLiga de 2023–24          |
| 9                 | Ślepsk Malow Suwałki       | PlusLiga de 2023–24          |
| 10                | LUK Lublin                 | PlusLiga de 2023–24          |
| 11                | GKS Katowice               | PlusLiga de 2023–24          |
| 12                | PGE Skra Bełchatów         | PlusLiga de 2023–24          |
| 13                | VС Barkom-Kazhany          | PlusLiga de 2023–24          |
| 14                | Cuprum Lubin               | PlusLiga de 2023–24          |
| 15                | Cerrad Enea Czarni Radom   | PlusLiga de 2023–24          |
| 16                | BBTS Bielsko-Biała         | I Liga de 2023–24            |

## Premiação
| PlusLiga de 2022–23                     |
| --------------------------------------- |
| Jastrzębski Węgiel Campeão (3.º título) |